# Louis Clarke
Louis Alfred Clarke  (Statesville, 23 november 1901 - Fishkill, 24 februari 1977) was een Amerikaans atleet, die zich had toegelegd op de sprint. Hij nam eenmaal deel aan de Olympische Spelen en veroverde bij deze gelegenheid één gouden medaille.
Clarke won tijdens de Olympische Zomerspelen 1924 de gouden medaille op de 4x400 meter estafette.

## Titels
- Olympisch kampioen 4 × 100 m estafette - 1924

## Persoonlijk record
| Onderdeel | Prestatie | Datum |
| --------- | --------- | ----- |
| 100m      | 10,7      | 1924  |

## Belangrijkste prestaties

### 4 x 100 m
| Jaar | Wedstrijd | Plaats | tijd    |
| ---- | --------- | ------ | ------- |
| 1924 | OS        | Goud   | 41,0 WR |

1912: Jacobs, Macintosh, d'Arcy, Applegarth ·
1920: Paddock, Scholz, Murchison, Kirksey ·
1924: Clarke, Hussey, Leconey, Murchison ·
1928: Wykoff, Quinn, Borah, Russell ·
1932: Kiesel, Toppino, Dyer, Wykoff ·
1936: Owens, Metcalfe, Draper, Wykoff ·
1948: Ewell, Wright, Dillard, Patton ·
1952: Smith, Dillard, Remigino, Stanfield ·
1956: Murchison, King, Baker, Morrow ·
1960: Cullmann, Hary, Mahlendorf, Lauer ·
1964: Drayton, Ashworth, Stebbins, Hayes ·
1968: Greene, Pender, Smith, Hines ·
1972: Black, Taylor, Tinker, Hart ·
1976: Glance, Jones, Hampton, Riddick ·
1980: Moeravjov, Sidorov, Prokofjev, Aksinin ·
1984: Graddy, Brown, Smith, Lewis ·
1988: Bryzgin, Krylov, Moeravjov, Savin ·
1992: Marsh, Burrell, Mitchell, Lewis ·
1996: Esmie, Gilbert, Surin, Bailey ·
2000: Drummond, Williams, Lewis, Greene ·
2004: Gardener, Campbell, Devonish, Lewis-Francis ·
2008: Bledman, Burns, Callender, Thompson ·
2012: Carter, Frater, Blake, Bolt ·
2016: Powell, Blake, Ashmeade, Bolt ·
2020: Desalu, Jacobs, Patta, Tortu ·
2024: Brown, Blake, Rodney, De Grasse